# Match de football Shamrock Rovers XI – Brésil
Pour les articles homonymes, voir Shamrock.
Le match de football entre les Shamrock Rovers XI et le Brésil est un match amical disputé le 3 juillet 1973. Il s'agit d'un des seuls matchs disputés par une équipe représentant l'île d'Irlande unifiée. Sous couvert d'une action d'amitié et de solidarité, ce match a une forte portée politique : il se dispute dans une période très agitée en Irlande, au maximum de la tension due au conflit nord-irlandais. 
Le Brésil remporte le match 4 buts à 3.

## La préparation
Louis Kilcoyne, membre du comité olympique irlandais et membre important de la Fédération d'Irlande de football persuada João Havelange, président de la Fédération du Brésil de football, d'inclure un match contre une équipe irlandaise dénommée Ireland XI au parcours de la tournée d'été organisée en Europe. Il a été dit que cet accord a été arraché contre la promesse d’un vote en faveur de Havelange dans la future élection à la présidence de la FIFA devant se dérouler en 1974.
Johnny Giles, le capitaine de l’équipe de la république d'Irlande de football et Derek Dougan celui de l’équipe d'Irlande du Nord de football sont amis. Ils soutiennent le projet et entreprennent de convaincre nombre de leurs équipiers de participer à ce match.
La fédération nord-irlandaise (IFA) annonce son opposition au projet, arguant que créer un précédent d’équipe d’Irlande unie pouvait encourager à terme la fusion des deux fédérations irlandaises. Dans un but d’apaisement, l’équipe est alors renommée Shamrock Rovers XI, en référence au club leader du championnat irlandais à ce moment-là, le Shamrock Rovers FC, club par ailleurs lié à la famille Kilcoyne. La sélection des joueurs fut facilitée par le fait qu'aucun d'entre eux ne jouait dans le championnat irlandais ou nord-irlandais : tous étaient professionnels dans le championnat d'Angleterre.
Pour ce qui est des symboles affichés le jour du match, un accord se fait sur le fait que seul l’hymne national brésilien serait joué et que seul le drapeau brésilien serait affiché. Toutefois, la chanson A Nation Once Again a été diffusée lors de l’avant-match par la sonorisation du stade.
Ce match a eu une conséquence directe sur Derek Dougan : il n’a plus jamais joué pour l’équipe d’Irlande du Nord. Le président de l’IFA Harry Cavan a été accusé d’avoir donné instruction à l’entraineur de l’équipe nationale Terry Neill de ne plus le sélectionner à cause de ce match. Âgé de 35 ans, Dougan était de toutes façons au crépuscule de sa carrière.
Les bénéfices réalisés dans la gestion de ce match ont été reversés à l’UNICEF et à la Ligue irlandaise contre le cancer.

## Les équipes

### Shamrock Rovers XI
- Gardien de but : Pat Jennings (Irl-Nord)
- Défenseurs : David Craig (football) (Irl-Nord), Paddy Mulligan (Irl), Allan Hunter (Irl-Nord), Tommy Carroll (Irl)
- Milieux de terrain : John Giles (Irl), Mick Martin (Irl; 1 but), Martin O'Neill (Irl-Nord), Terry Conroy (Irl; 1 but)
- Attaquants : Derek Dougan (Irl-Nord; 1 but), Don Givens (Irl).
- Remplaçants : Liam O'Kane (Irl-Nord) et Bryan Hamilton (Irl-Nord) à la place de Carroll et Givens (66 min); Miah Dennehy (Irl) à la place de Conroy (88 min).
- Entraineur : Liam Tuohy (Irl)

### Brésil
- Gardien de but : Émerson Leão
- Défenseurs : Zé Maria, Luis Pereira, Piazza, Marco Antônio
- Milieux de terrain : Paulo César Lima (2 buts et un penalty arrêté), Clodoaldo, Rivelino, Dirceu
- Attaquants : Jairzinho (1 but), Valdomiro (1 but)
- Entraineur : Mario Zagallo